# 쾌적한국 미수다
쾌적한국 미수다는 2010년 5월 15일부터 2010년 12월 25일까지 방송된 KBS 1TV의 교양 프로그램이다.

## 프로그램 소개
- 외국인의 눈을 통해 한국인도 모르는 한국의 아름다운 문화 재발견

- 외국인이 추천하는! 외국인이 선정한! 외국인이 말하는! ‘진정한 한국’의 모습 공개

- 다문화 사회에 대한 이해와 한국 사회의 미래 비전 제시

‘글로벌 대한민국’을 위해 한국에서 생활하는 외국인들의 생각을 들어보고 다문화 사회에 필요한 소통의 장을 마련한다.
- 미(美) <숨은 한국 찾기>
  - 외국인의 시선으로 본 한국의 아름다움을 이야기하는 코너.
  - 한국 사회의 과거와 현재의 대비를 통해 외국인들이 바라보는 한국의 이미지를 이야기 한다.

- 수(秀) <대한민국 No.1>
  - 대한민국 넘버원을 통해 ‘한국의 우수성’,‘한국이 지켜야만 하는 것’을 이야기 하는 코너. 외국인 소그룹이 뽑은 한국의 넘버원을 알아본다.

- 다(多) <다문화 톡톡>
  - 다문화 사회로 변화해 가는 한국 사회의 이슈들을 외국인의 입장으로 바라보는 동시에 각국의 다문화 이야기를 나누는 코너.

## 출연자 소개

### 고정 출연
- 이선영 아나운서
- 라이문트 로이어(Raimund Royer) - 대한민국 최초의 외국인 한의사.

### 남성 패널
- 세르히오 플로레스(Sergio Flores) - 과테말라에서 태어남
- 제이슨(Jason Chui/徐亮/Chui Leung) - 빅토리아에서 태어남
- 에릭 밀러(Eric Miller) - 어머니가 한국인. 워싱턴 D.C.에서 태어남
- 앤드루 밀라드(Andrew Stanley Milad) - 1박 2일·인간극장·미녀들의 수다 출연, 갈매기 도시락 진행 경력이 있음. 런던에서 태어남
- 파힘 네잠(Fahim Nezam) - 카불에서 태어남
- 아드리안 리(Adrien Lee) - 아버지가 한국인 , 한국명:이준. 파리에서 태어남
- 데니스 구자노프(Denis Guzanov) - 리가에서 태어남
- 장지위(張智瑋) - 타이베이에서 태어남
- 티보 로빌라드 (Thibaud Robillard) - 프랑스 국적

### 여성 패널

#### 미녀들의 수다 출연 경력이 있는 여성패널
- 따루 살미넨(Taru Salminen)
- 크리스티나 콘팔로니에리(Cristina Confalonieri)
- 유프레시아 은딘다(Euphracia Ndinda)
- 마리연 스트뤼커(Marie-Yon Strücker) - 어머니가 한국인.
- 와자삿 타차폰(태국어: วาจาสัตย์ ธัชพร Wajasath Tachaporn[*])
- 비앙카 모블리(Bianca Mobley) - 어머니가 한국인, 한국명 허슬기.
- 사오리(한국명: 장은주, 일본어: 武田 佐緖里 (たけだ さおり)) →재일한국인 3세

#### 미녀들의 수다 출연 경력이 없는 여성패널
- 마르와 모하메드(Marwa Mohamed)
- 아미르 (full name 미상)
- 호시자키 나미에(星崎 なみえ)
- 가미야 시오리(神谷 詩織)
- 도모미 (full name 미상)
- 트란 티 투이(Tran Thi Thuy)
- 팽려영(彭麗穎)
- 송경림(宋慶琳)
- 첸총
- 닐루파 술라모노바(Nilufar Sulaymonova)※우즈베키스탄에서 앵커로 이름을 날렸으나 한국인과 결혼함.
- 츠베텔리나 쿠즈마노바(Tsvetelina Kuzmanova)

## 같이 보기
- 다문화가정
- 미녀들의 수다